# الکواسم
الکواسم (به فرانسوی: Lagouassem) یک روستا در مراکش است که در مراکش آسفی واقع شده‌است.